# La Banque postale
La Banque postale ist eine französische Postbank, die am 1. Januar 2006 als Tochtergesellschaft von La Poste, dem nationalen Postdienst, gegründet wurde. Sie ist der umgewandelte Nachfolger der ehemaligen CCPs (Centre de chèques postaux, verwaltete Postgirokonten), die durch ein Gesetz vom 7. Januar 1918 unter der Leitung von Étienne Clémentel gegründet worden waren.
Das Unternehmen gilt als einer der führenden Kreditgeber für Kommunen und unterhält in Frankreich ein ausgedehntes Zweigstellennetz mit über 17.000 Kontaktstellen und 7.700 Postämtern. Mit einer Bilanzsumme von 878 Milliarden US-Dollar gehörte die Bank zu den 50 größten Banken der Welt.

## Geschichte
Das Gesetz Nr. 2005-516 vom 20. Mai 2005 zur Regulierung des Postwesens sah die Gründung einer Tochtergesellschaft durch die La Poste-Gruppe vor, die alle Vermögenswerte, Rechte und Pflichten im Zusammenhang mit den Finanzdienstleistungsaktivitäten von La Poste übernimmt. Diese Gründung wurde am 21. Dezember 2005 von der Europäischen Kommission genehmigt. Am 1. Januar 2006 wurde die Gründung der La Banque Postale offiziell.
Die Banque Postale und CNP Assurances finalisierten ihre 2018 begonnene Fusion mit der Gründung einer großen Bancassurance-Gruppe in Frankreich.
Seit dem 11. April 2023 vereint eine neue Gesellschaft, die CNP Assurances Holding, die vier Versicherungstöchter von CNP Assurances und La Banque Postale – Sach- und Unfallversicherung, Rentenversicherung, Krankenversicherung und Maklergeschäft – unter einem Dach. Die Holdinggesellschaft befindet sich vollständig im Besitz der französischen Bankengruppe.

## Geschäftsbereiche
Als Nachfolgerin der Finanzdienstleistungsgeschäfte von La Poste ist die Tätigkeit der Banque Postale in drei Bereiche gegliedert:
- Dem Privatkundengeschäft, dem Kerngeschäft mit etwa 12 Millionen Konten im Jahr 2022.
- Dem Versicherungsgeschäft (Lebensversicherung, Vorsorgeversicherung und Schadensversicherung)
- Der Vermögensverwaltung

La Poste schuf 2005 eine Palette von Immobiliendarlehen, in die nach Genehmigung durch den Gesetzgeber auch Darlehen ohne vorheriges Sparen integriert wurden.

## Klimapolitik
Im Oktober 2021 kündigte die Bank an, keine Finanzdienstleistungen mehr für Öl- und Gasunternehmen zu erbringen, nicht mehr in Unternehmen zu investieren, die in diesem Sektor tätig sind, und keine damit zusammenhängenden Projekte mehr zu finanzieren. Außerdem legte sie einen Plan vor, sich bis 2030 vollständig aus der Öl- und Gasindustrie zurückzuziehen.